# تراورتن

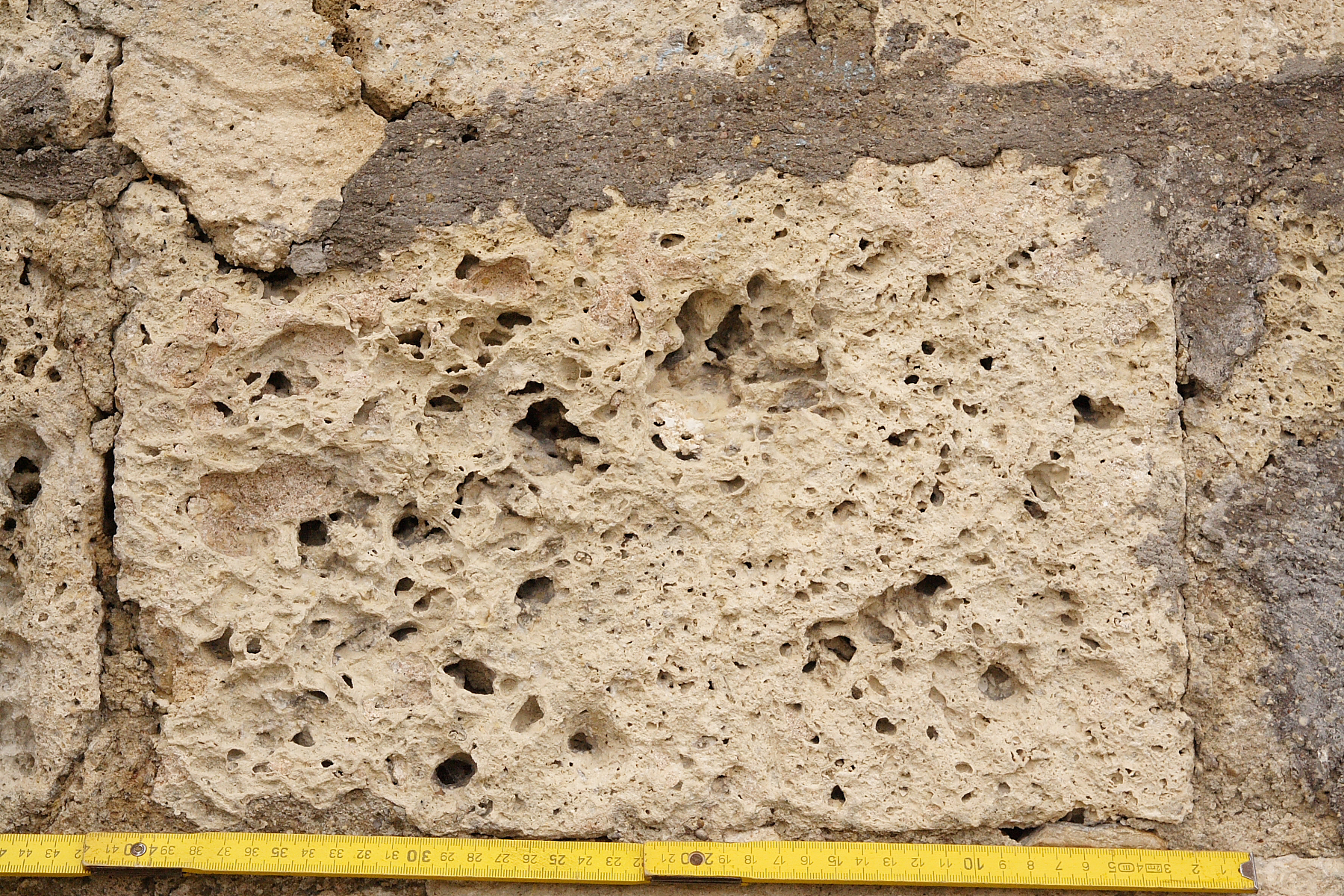
حفره‌های یک سنگ تراورتن با ۴۰۰ سال قدمت

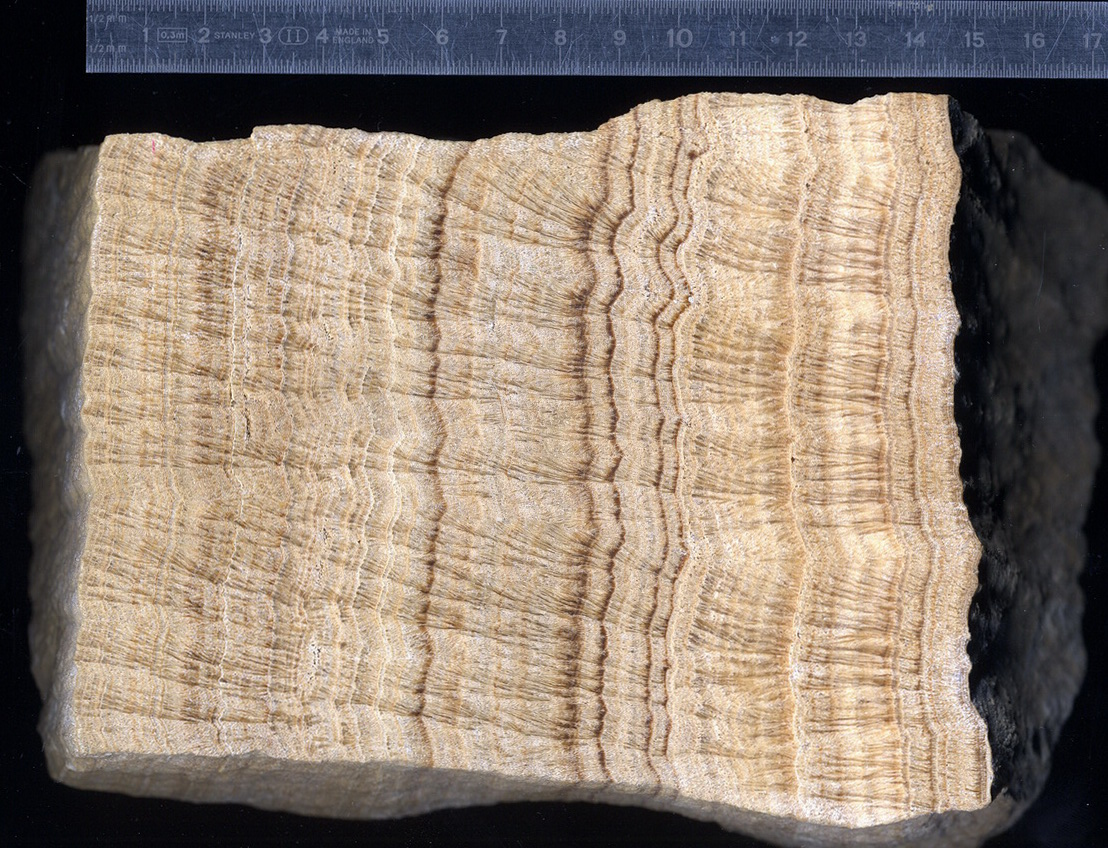
موج‌های روی سنگ

تراورتن (به انگلیسی: Travertine) گونه‌ای از سنگ‌های رسوبی و تزیینی به‌شمار می‌رود. این سنگ به جا مانده از رسوبات چشمه‌های آب گرم هستند که از کربنات کلسیم ساخته شده‌اند. حفرات موجود در این سنگ به دلیل فضای اشغال‌شده توسط گازهای موجود در آب‌های گرم منبع رسوب‌گذاری است. هرچه عناصر محلول در آب این منابع کمتر باشد، رنگ سنگ روشن‌تر خواهد بود.
میزان گرما و بلندی منطقه نیز بر کیفیت تراورتن تأثیر می‌گذارد. در ایران، معادن تراوتن بزرگی وجود دارند که از آنها می‌توان آق‌دره، زنجان، تکاب، اردبیل، مرکزی، ابیانه و یزد را نام برد.

## شکل ظاهری
تراورتن دارای بافتی متخلخل و رنگ‌های متنوع و نواری شکل است که تنوع رنگی آن به علت اختلاف در ترکیباتی است که در زمان رسوب‌گذاری در عناصر سنگ وجود دارند و خود را به صورت رگه‌های مختلف نشان می‌دهند. قابل ذکر است که چون این رگه‌ها دارای ترکیب شیمیایی متفاوت از زمینه سنگ می‌باشند در سنگ ایجاد شده دارای استحکام کمتری بوده و نقطه حساس یک سنگ را تشکیل می‌دهند که کمترین مقاومت را در برابر ضربه یا فشار از خود نشان می‌دهند و هر چه سنگ دارای رگه‌ها و ناخالصی‌های کمتری باشد استحکام بالاتری را دارا می‌باشد.
اکثر سنگ‌های تراورتن مقاومت سایشی پایینی دارند بنابراین به راحتی فرآوری می‌شوند اما مقاومت فشاری مناسبی دارند (مقاومت فشاری آن‌ها از مرمر بیشتر و از گرانیت کمتر است) اما استحکام و تخلخل پذیری بالای آن شرایط کار در محیط اشباع و ارتفاع را فراهم می‌سازد. مقادیر حداکثر و حداقل الزامات فیزیکی تراورتن در استاندارد ASTM C1527 یا ۱۳۲۴۷ ملی ایران موجود می‌باشد.

## مزایا و معایب
تراورتن به علت داشتن تخلخل، خاصیت عایق حرارتی و صوتی دارد و حفره‌های موجود در سنگ تراورتن باعث افزایش مقاومت آن در برابر آتش‌سوزی می‌شود. سنگ تراورتن از مقاومت قابل قبولی برخوردار می‌باشد. این سنگ را می‌توان به ۲ شکل موج دار و بدون موج برش داد. تراورتن دارای سوراخ‌ها و حفره‌هایی است که بایستی در هنگام فراوری سطح آن پر شود. وجود حفره در تراورتن باعث می‌شود در هنگام نصب سنگ، ملات سیمانی داخل این حفرات نفوذ کرده و از سقوط سنگ جلوگیری کند. وزن مخصوص کمتر این سنگ در مقایسه با برخی از انواع دیگر در جهت کمک به وزن کمتر ساختمان و بارهای وارده به اسکلت آن قابل توجه است.
سنگ تراورتن خاصیت صیقل‌پذیری بالایی دارد (به خصوص تراورتن عباس‌آباد و حاجی‌آباد) بنابراین درخشندگی بالایی به وجود می‌آورد. همچنین برای استفاده در نماهای حجمی قابلیت بیشتری دارد. از سنگ تراورتن در نماهای رومی استفاده می‌شود که می‌تواند انواع حجم‌های لازم را به دست آورد.
از معایب این سنگ جذب آب نسبتاً بالای آن می‌باشد. این نقیصه با پیشرفت تکنولوژی فرآوری تقریباً پوشش داده شد. مواد پوششی و به اصطلاح رزین در زمان فرآوری و پولیش سنگ، باعث کمتر شدن جذب آب آن شده و از تأثیرات آن این است که سنگ دیر تر کثیف می‌شود و کمتر در معرض هوازدگی قرار می‌گیرد؛ بنابراین کیفیت ساب و رزین در ماندگاری و زیبایی آن برای دراز مدت قابل توجه است.
در زمان‌های قدیم به علت ظاهر متخلخل آن بین مصرف‌کنندگان تمایلی به استفاده از سنگ تراورتن نبود و سنگ تراورتن جزء ارزانترین سنگ‌ها محسوب می‌شد تا اینکه با رشد تکنولوژی و به‌کارگیری مواد پرکننده رزین باعث شد که حاصل فرآوری سطحی یک دست و براق با ظاهری زیبا و خواص مناسب مکانیکی و شیمیایی شود.
اضافه شدن مرحله رزین کاری باعث ایجاد جهشی بزرگ در میزان حجم استخراج و فرآوری سنگ تراورتن شد.

## موارد استفاده
سنگ تراورتن از سنگ‌های رسوبی است. که از قدیم الایام برای ساخت و ساز مورد استفاده قرار می‌گرفته است. تراورتن‌ها به خاطر خاصیت تخلخل بسیار بالای آن مناسب برای نماهای داخلی و بیرونی ساختمان می‌باشد. این تخلخل باعث می‌شود که دوغاب سیمان در این فضاها نفوذ پیدا کند و به عنوان یک اسکوپ طبیعی عمل کند.
تراورتن‌ها را می‌توان حتی در مناطق بسیار سرد و با بارندگی زیاد نیز در نمای ساختمان کارکرد بدون آنکه نگران رها کردن سنگ باشیم.
سنگ تراورتن به دلیل ویژگی‌هایی که در بافت خود دارد، جهت کار در انواع سبک نما مناسب است.
سنگ تراورتن بیشترین استفاده را در نمای خارجی ساختمان به عنوان "سنگ نما" دارد.
در نمای داخلی نیز می‌توان از این سنگ برای کاربرهای زیر استفاده کرد:
- نمای بیرونی ساختمان
- قرنیز دیواری
- سنگ بغل پله